# Вендлер, Зено
Зено Вендлер (венг. Vendler Zénó; 22 декабря 1921, Девечер, Венгрия — 13 января 2004, Хетьефё, Венгрия) — американский философ, специалист по философии языка, а также один из основателей и первый директор философского факультета Университета Калгари. Работы Вендлера оказали влияние на развитие лингвистики.

## Жизнь
Вендлер родился в Девечере и вырос в Венгрии, где он научился говорить на венгерском и немецком языках.
Он учился там до тех пор, пока не начал обучаться в Маастрихте как священник-иезуит.
Позже Вендлер поступил в Гарвардский университет для изучения философии и получил докторскую степень в 1959 году, защитив диссертацию под названием «Факты и законы».
После нескольких преподавательских должностей в различных американских университетах он стал профессором в Университете Калгари, где он был одним из основателей философского факультета.
После ухода из Университета Калгари в 1973 году он преподавал в нескольких других институтах, включая Университет Райса и Университет Калифорнии в Сан-Диего.
Он был женат дважды — его первая жена Хелен Хеннесси Вендлер была поэтом-критиком — и имел двух сыновей.
Вендлер умер 13 января 2004 года в возрасте 83 лет в Хетьефё, Веспрем (медье) (Hetyefő, Veszprém megye).

## Влияние
В статье Вендлера 1957 года «Глаголы и времена» в Philosophical Review впервые было представлено четырёхстороннее различие между глаголами, основанное на их аспектуальных особенностях, — различие, которое оказало значительное влияние на теорию лексического аспекта или по-немецки aktionsart.
Согласно модели Вендлера, события могут быть классифицированы в один из четырёх аспектуальных классов:
- состояния (states), которые являются статическими и не имеют конечной точки («знать», «любить»);
- действия (activities), которые являются динамическими и не имеют конечной точки («запустить», «ехать»);
- свершения (accomplishments), которые имеют конечную точку и являются постепенными («нарисовать картину», «построить дом»); а также
- достижения (achievements), которые имеют конечную точку и происходят мгновенно («признать», «заметить»).

Вендлер также популяризировал использование прогрессивного аспекта (progressive aspect) в качестве диагностики для различия между этими лексическими классами; например, действия и свершения могут появляться в прогрессивном аспекте (He is running, He is painting a picture), тогда как состояния и достижения нет (*He is knowing French, *He is recognizing his friend).
Категории Вендлера по-прежнему широко используются в современных исследованиях в таких областях, как синтаксис, семантика и освоение второго языка. Лингвист С.-Ю. Курода сказал, что термины Вендлера (achievement and accomplishment; свершения и достижения) «с тех пор стали основным техническим словарём в современной лингвистике» и использовались для развития многочисленных теорий и позволяют проводить «сложные и высокотехнологичные» исследования во множестве областей.
Книга Вендлера «Лингвистика в философии» 1967 года, собрание некоторых из его более ранних статей, оказала большое влияние на область лингвистической философии, которая пытается использовать изучение языка и языковых структур для информирования философской теории. Книга была описана как попытка «примирить эмпирические основы лингвистической науки с априорной природой философских рассуждений». Его «Res Cogitans» («Это Мышление») 1972 года также рассматривала отношения между языком и философией.
В целом, Вендлер опубликовал более 30 широко цитируемых журнальных статей и четыре монографии.

## Книги
- Zeno Vendler. Linguistics in Philosophy (англ.). — Ithaca, NY: Cornell University Press, 1967. — ISBN 0-8014-0436-3.
- Zeno Vendler. Adjectives and Nominalizations (англ.). — The Hague: Mouton, 1968. — ISBN 90-279-0083-3.
- Zeno Vendler. Res Cogitans: An Essay in Rational Psychology (англ.). — Ithaca, NY: Cornell University Press, 1972. — ISBN 0-8014-0743-5.
- Zeno Vendler. The Matter of Minds (англ.). — Oxford: Oxford University Press, 1984. — ISBN 0-19-824431-2.

## Публикации на русском языке
- Вендлер З. Иллокутивное самоубийство // Новое в зарубежной лингвистике. М.: Прогресс, 1985. Вып. 16. С. 238-250.